# (7213) Conae
(7213) Conae es un asteroide que forma parte del Cinturón de asteroides y fue descubierto el 31 de mayo de 1967 por el equipo del Observatorio Félix Aguilar  desde el Complejo Astronómico El Leoncito, Argentina.

## Designación y nombre
Conae fue designado inicialmente como 1967 KB.
Posteriormente fue nombrado Conae en honor de CONAE, el Comité Nacional Argentino de Actividades Espaciales.

## Características orbitales
Conae orbita a una distancia media de 2,550 ua del Sol, pudiendo alejarse hasta 3,190 ua y acercarse hasta 1,909 ua. Su excentricidad es 0,251148 y la inclinación orbital 3,039 grados. Emplea 1487 días en completar una órbita alrededor del Sol. El movimiento de Conae sobre el fondo estelar es de 0,2421 grados por día.

## Características físicas
La magnitud absoluta de Conae es 13,91